# Mirror Lakes (Neuseeland)
Die Mirror Lakes sind Seen in der Region Southland auf der Südinsel Neuseelands. Sie befinden sich am New Zealand State Highway 94 zwischen Te Anau und Milford Sound/Piopiotahi südlich von Knobs Flat und sind Teil des Fiordland-Nationalparks. Sie werden vom Black Creek, einem von Schnee und Regen gespeisten Zufluss des Eglinton Rivers durchflossen. Es handelt sich um ein Altwasser eines früheren Flussbettes des Eglinton Rivers.
An den Seen leben Vögel wie Australische Rohrdommel, Farnsteiger, Haubentaucher, Maoriente und Augenbrauenente, aber auch die mit diesen in Konkurrenz stehende eingeführte Stockente. Zu den heimischen Fischen gehören der Langflossenaal (Anguilla dieffenbachii) und der Koaro (Galaxias brevipinnis). Die in Neuseeland nicht heimischen Regenbogenforellen und Bachforellen wurden zum Angeln in das System des Eglinton River eingeschleppt.
Die Seen sind bekannt dafür, dass sie bei Windstille am frühen Morgen oder Abend wie ein Spiegel die dahinter liegende Landschaft mit den Earl Mountains reflektieren. Das am SH 94 gelegene Westufer wurde vom DOC mit Parkspur, Aussichtspunkten, barrierefreien Wegen und Informationstafeln touristisch erschlossen. Auf dem Weg zum Milford Sound/Piopiotahi halten hier viele Tagestouristen.